# Psidium myrsinites
Psidium myrsinites är en myrtenväxtart som beskrevs av Dc.. Psidium myrsinites ingår i släktet Psidium och familjen myrtenväxter. Inga underarter finns listade i Catalogue of Life.